# Димовський Олексій Олександрович
Олексій Олександрович Димовський (рос. Алексей Александрович Дымовский; *28 лютого 1977, м. Благовєщенськ) — російський міліціонер, майор МВС Росії. Став відомий завдяки відкритому відеозверненню до голови уряду Росії Володимира Путіна з критикою корупції в лавах міліції. Відеозвернення було також розміщене в інтернеті. За звинуваченнями у шахрайстві та наклепі був заарештований, пізніше звільнений з міліції; проти нього була порушена кримінальна справа.